# Policía Local

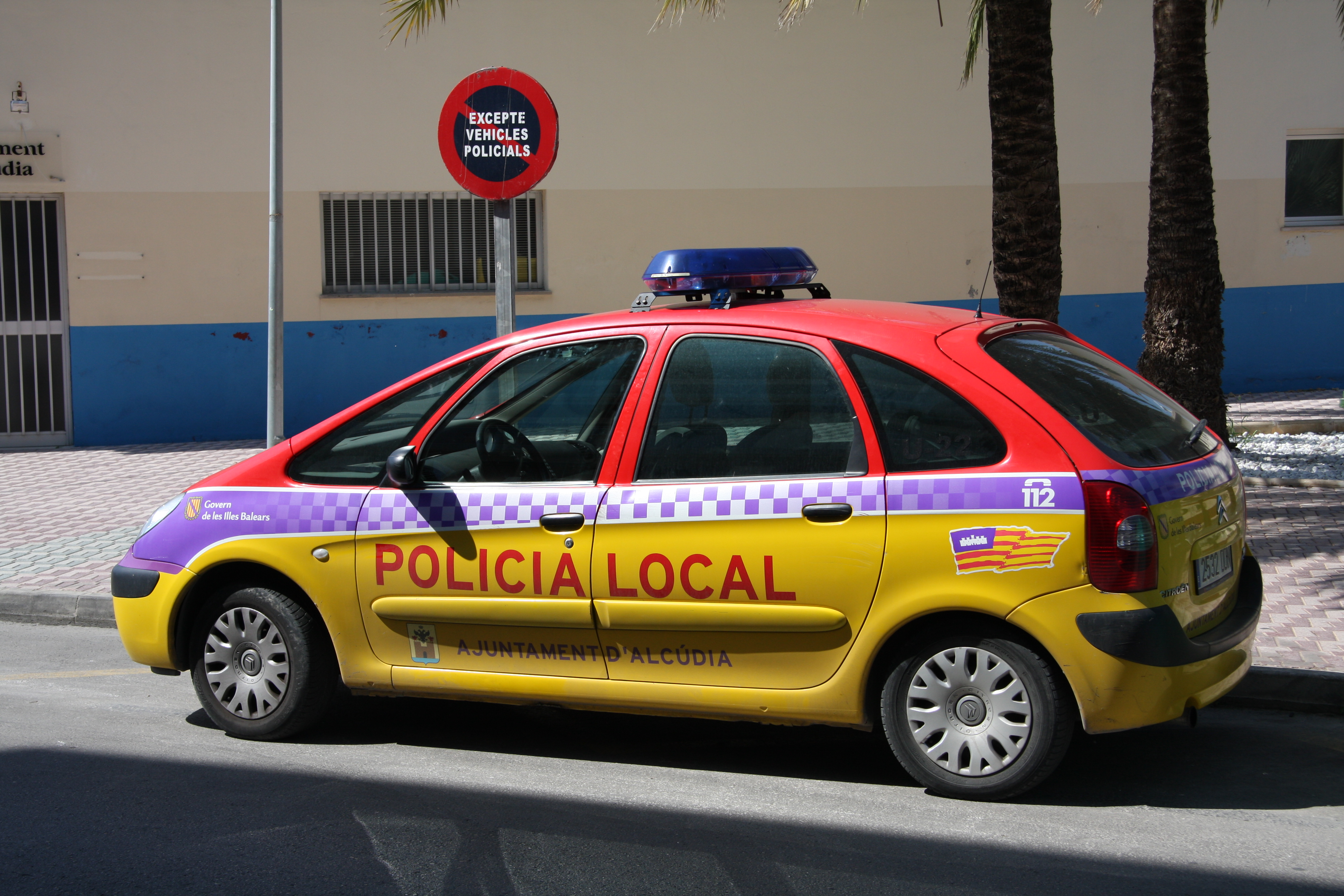
Fahrzeug der Policía Local der Gemeinde Alcúdia

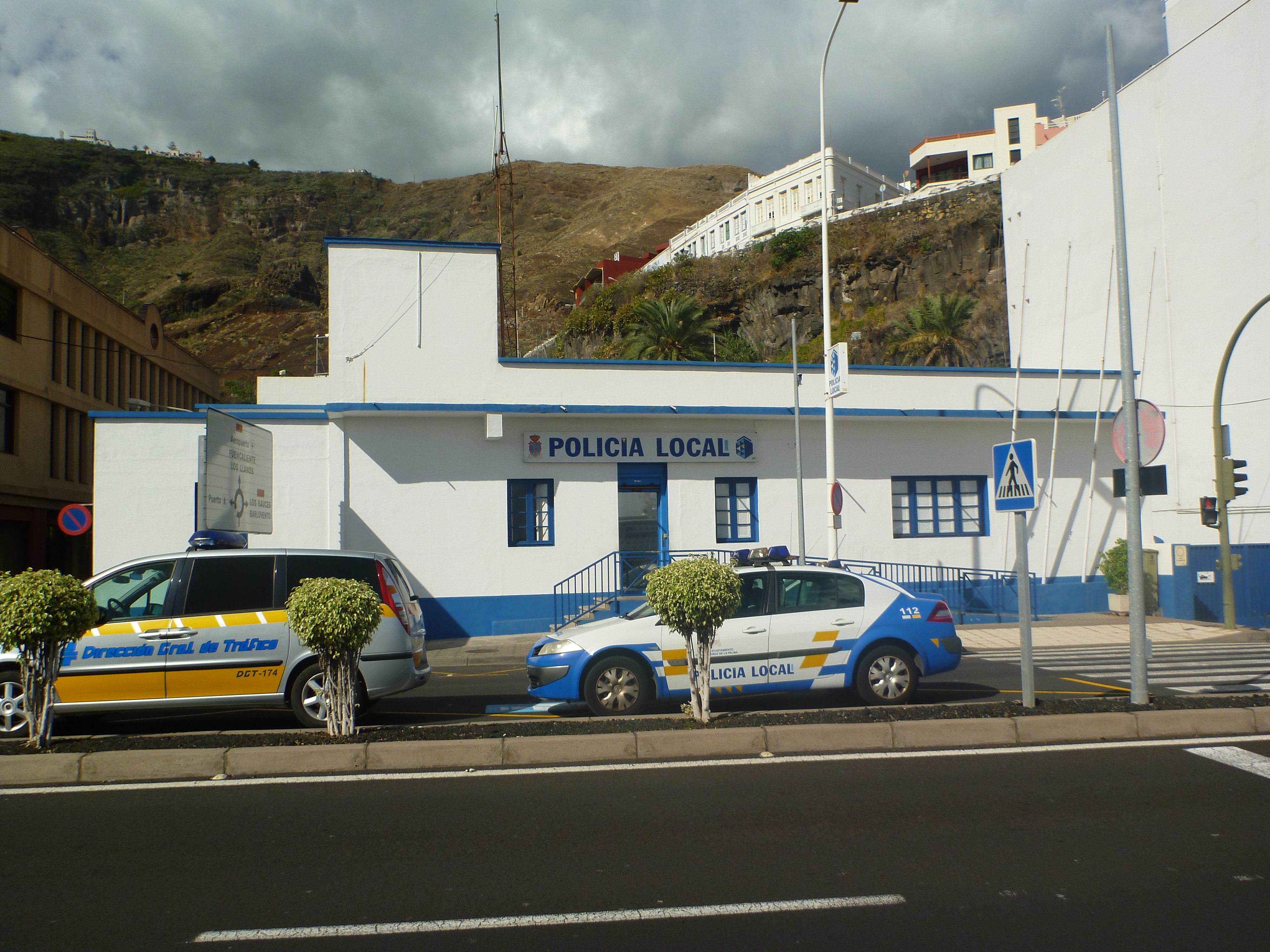
Wache der Policía Local der Gemeinde Santa Cruz de La Palma

Als Policía Local oder auch Policía Municipal bezeichnet man die kommunalen Polizeibehörden in Spanien. Die hierarchisch organisierten Einheiten werden in Ortschaften eingesetzt, die mehr als 5000 Einwohner haben. Erwähnenswert ist auch die Guardia Urbana in Barcelona mit ihrem an britische Polizeiuniformen erinnernden Erscheinungsbild.

## Aufgaben
Die Policía Local kümmert sich um die einfachen Belange der Polizeiarbeit, wie die Überwachung öffentlicher Räume sowie Verkehrspolizeiaufgaben an Straßen in geschlossenen Ortschaften, auf denen die Policía Trafico nicht zuständig ist. In den Bereichen, in denen Nationalstraßen durch geschlossenen Ortschaften führen, werden die Aufgaben meist zwischen Policía Local und Policía Trafico aufgeteilt.
Außerdem gehören Aufgaben wie die Sicherung von Veranstaltungen zu den Aufgabenbereichen der Policía Local, meist haben die Beamten der Policía Local in kleineren Orten mangels Einsatzkräften nur die Einsatzleitung, während der eigentliche Einsatz von Kräften der Guardia Civil ausgeführt wird.